# Ponthoux
Ponthoux ist eine Ortschaft und eine ehemalige französische Gemeinde mit 83 Einwohnern (Stand: 1. Januar 2022) im Département Jura in der Region Bourgogne-Franche-Comté.
Mit Wirkung vom 1. Januar 2016 wurden die ursprüngliche Gemeinde Lavans-lès-Saint-Claude und Ponthoux zur namensgleichen Commune nouvelle Lavans-lès-Saint-Claude zusammengeschlossen und haben in der neuen Gemeinde den Status einer Commune déléguée. Der Verwaltungssitz befindet sich im Ort Lavans-lès-Saint-Claude.

## Geographie
Ponthoux liegt auf 590 m, etwa vier Kilometer westlich der Stadt Saint-Claude (Luftlinie). Das Bauerndorf erstreckt sich im Jura, auf einem Geländevorsprung am östlichen Talhang des Lison, am Hang des Höhenrückens von Avignon nördlich des Tals der Bienne.
Das Gebiet umfasste einen Abschnitt des französischen Juras. Die westliche Grenze verlief entlang dem Lison, der hier in einem tiefen Erosionstal nach Süden zur Bienne fließt. Vom Flusslauf erstreckte sich das Areal ostwärts über einen Steilhang und die Geländeterrasse von Ponthoux bis auf den Kamm des breiten Höhenrückens von Avignon, der in geologischer Hinsicht eine Antiklinale des Faltenjuras bildet. Auf diesem Kamm wurde mit 890 m die höchste Erhebung der Gemeinde Ponthoux erreicht. Das Gebiet war Teil des Regionalen Naturparks Haut-Jura (frz.: Parc naturel régional du Haut-Jura).
Nachbarorte von Ponthoux waren Cuttura im Norden, Avignon-lès-Saint-Claude im Osten, Saint-Claude im Süden sowie Lavans-lès-Saint-Claude und Coteaux du Lizon mit Saint-Lupicin im Westen.

## Geschichte
Seit dem Mittelalter gehörte Ponthoux zum Herrschaftsgebiet der Abtei Saint-Claude. Zusammen mit der Franche-Comté gelangte das Dorf mit dem Frieden von Nimwegen 1678 an Frankreich.
Die Gemeinde Ponthoux wurde am 1. Januar 2016 nach Lavans-lès-Saint-Claude eingemeindet.

## Bevölkerung
| Bevölkerungsentwicklung | Bevölkerungsentwicklung |
| Jahr                    | Einwohner               |
| ----------------------- | ----------------------- |
| 1962                    | 41                      |
| 1968                    | 33                      |
| 1975                    | 57                      |
| 1982                    | 54                      |
| 1990                    | 56                      |
| 1999                    | 80                      |
| 2008                    | 88                      |
| 2017                    | 69                      |

Nachdem die Einwohnerzahl in der ersten Hälfte des 20. Jahrhunderts markant abgenommen hatte (1901 wurden noch 98 Personen gezählt), wurde seit Mitte der 1970er-Jahre wieder eine Bevölkerungszunahme verzeichnet.

## Wirtschaft und Infrastruktur
Ponthoux war bis weit ins 20. Jahrhundert hinein ein vorwiegend durch die Landwirtschaft sowie durch die Forstwirtschaft geprägtes Dorf. Noch heute leben die Bewohner zur Hauptsache von der Tätigkeit im ersten Sektor. Außerhalb des primären Sektors gibt es keine Arbeitsplätze in der Gemeinde.
Die Ortschaft liegt abseits der größeren Durchgangsstraßen. Die Hauptzufahrt erfolgt von der Hauptstraße im Tal der Bienne. Eine weitere Straßenverbindung besteht mit Cuttura.